# Elezioni comunali in Veneto del 2024
L'8 e il 9 giugno 2024, con eventuali turni di ballottaggio il 23-24 giugno, in Veneto si sono tenute le elezioni per il rinnovo di 24 consigli comunali.

## Riepilogo sindaci eletti
Coalizione di centro-destra
     Coalizione di centro-sinistra
     Lega
     Liste civiche
     Coalizione di destra
     Coalizione di centro
     Commissario prefettizio
| Provincia | Comune                 | Sindaco uscente | Sindaco uscente           | Sindaco eletto | Sindaco eletto                    | Primo turno | Primo turno | Secondo turno | Secondo turno | Seggi   |
| Provincia | Comune                 | Sindaco uscente | Sindaco uscente           | Sindaco eletto | Sindaco eletto                    | Voti        | %           | Voti          | %             | Seggi   |
| --------- | ---------------------- | --------------- | ------------------------- | -------------- | --------------------------------- | ----------- | ----------- | ------------- | ------------- | ------- |
| Venezia   | Noale                  |                 | Patrizia Andreotti (Ind.) |                | Stefano Sorino (Ind.)             | 3.199       | 36,38       | 3.684         | 57,65         | 10 / 16 |
| Venezia   | Portogruaro            |                 | Iginio Olita              |                | Luigi Toffolo (LSP)               | 5.040       | 39,81       | 5.713         | 56,29         | 10 / 16 |
| Venezia   | Scorzè                 |                 | Nais Marcon (Ind.)        |                | Giovanni Battista Mestriner (FdI) | 4.431       | 46,48       | 4.068         | 52,88         | 10 / 16 |
| Venezia   | Spinea                 |                 | Paola De Palma            |                | Franco Bevilacqua (PD)            | 5.920       | 46,91       | 5.710         | 62,59         | 10 / 16 |
| Padova    | Cadoneghe              |                 | Marco Schiesaro (LSP)     |                | Marco Schiesaro (LSP)             | 4.236       | 52,40       | —             | —             | 10 / 16 |
| Padova    | Monselice              |                 | Giorgia Bedin (LSP)       |                | Giorgia Bedin (LSP)               | 3.280       | 34,99       | 3.884         | 54,33         | 10 / 16 |
| Padova    | Rubano                 |                 | Sabrina Doni (PD)         |                | Chiara Buson (Ind.)               | 3.879       | 47,72       | 3.688         | 55,44         | 10 / 16 |
| Padova    | Selvazzano Dentro      |                 | Samuele De Lucia          |                | Claudio Piron (PD)                | 3.654       | 32,53       | 4.227         | 51,63         | 10 / 16 |
| Rovigo    | Rovigo                 |                 | Gianfranco Tomao          |                | Valeria Cittadin (Ind.)           | 12.117      | 49,10       | 11.486        | 58,15         | 20 / 32 |
| Treviso   | Mogliano Veneto        |                 | Davide Bortolato (Ind.)   |                | Davide Bortolato (Ind.)           | 8.014       | 58,19       | —             | —             | 10 / 16 |
| Treviso   | Paese                  |                 | Katia Uberti (LSP)        |                | Katia Uberti (LSP)                | 7.046       | 64,52       | —             | —             | 11 / 16 |
| Treviso   | Preganziol             |                 | Paolo Galeano (PD)        |                | Elena Stocco (PD)                 | 4.376       | 51,19       | —             | —             | 10 / 16 |
| Treviso   | Vittorio Veneto        |                 | Antonio Miatto (LSP)      |                | Mirella Balliana (Ind.)           | 5.385       | 41,23       | 5.867         | 53,66         | 10 / 16 |
| Verona    | Legnago                |                 | Graziano Lorenzetti (LSP) |                | Paolo Longhi (FdI)                | 4.071       | 34,22       | 5.197         | 54,01         | 10 / 16 |
| Verona    | Negrar di Valpolicella |                 | Roberto Grison (Ind.)     |                | Fausto Rossignoli (Ind.)          | 4.896       | 58,49       | —             | —             | 10 / 16 |
| Verona    | Pescantina             |                 | Gabriella Mucci           |                | Aldo Vangi (Ind.)                 | 3.803       | 42,83       | 3.540         | 62,02         | 10 / 16 |
| Verona    | San Bonifacio          |                 | Giampaolo Provoli (Ind.)  |                | Fulvio Soave (Ind.)               | 2.266       | 23,70       | 4.110         | 55,29         | 10 / 16 |
| Verona    | Valeggio sul Mincio    |                 | Lucrezia Loizzo           |                | Alessandro Gardoni (Ind.)         | 4.616       | 63,37       | —             | —             | 10 / 16 |
| Vicenza   | Arzignano              |                 | Alessia Bevilacqua (LSP)  |                | Alessia Bevilacqua (LSP)          | 8.212       | 70,27       | —             | —             | 12 / 16 |
| Vicenza   | Bassano del Grappa     |                 | Elena Pavan (LSP)         |                | Nicola Finco (LSP)                | 5.231       | 25,11       | 8.663         | 51,57         | 15 / 24 |
| Vicenza   | Cassola                |                 | Aldo Maroso (Ind.)        |                | Giannantonio Stangherlin (Ind.)   | 4.720       | 62,87       | —             | —             | 10 / 16 |
| Vicenza   | Montecchio Maggiore    |                 | Gianfranco Trapula (LSP)  |                | Silvio Parise (Ind.)              | 2.928       | 28,23       | 5.140         | 59,61         | 10 / 16 |
| Vicenza   | Schio                  |                 | Valter Orsi (Ind.)        |                | Cristina Marigo (Ind.)            | 8.423       | 46,02       | 8.967         | 57,05         | 15 / 24 |
| Vicenza   | Valdagno               |                 | Giancarlo Acerbi (Ind.)   |                | Maurizio Zordan (Ind.)            | 3.108       | 23,65       | 6.105         | 53,69         | 10 / 16 |

## Città metropolitana di Venezia

### Noale
| Candidati                     | Candidati                     | II Turno                      | II Turno         | I Turno | I Turno | Liste                    | Voti  | %     | Seggi |
| Candidati                     | Candidati                     | Voti                          | %                | Voti    | %       | Liste                    | Voti  | %     | Seggi |
| ----------------------------- | ----------------------------- | ----------------------------- | ---------------- | ------- | ------- | ------------------------ | ----- | ----- | ----- |
|                               | Stefano Sorino ✔️ Sindaco     | 3.684                         | 57,65            | 3.199   | 36,38   | Sorino X Noale           | 1.461 | 17,52 | 5     |
| Fratelli d'Italia             | Stefano Sorino ✔️ Sindaco     | 3.684                         | 57,65            | 3.199   | 36,38   | 897                      | 10,76 | 3     |       |
| Lega Salvini                  | Stefano Sorino ✔️ Sindaco     | 3.684                         | 57,65            | 3.199   | 36,38   | 561                      | 6,73  | 2     |       |
| Forza Italia - PPE            | Stefano Sorino ✔️ Sindaco     | 3.684                         | 57,65            | 3.199   | 36,38   | 199                      | 2,39  | -     |       |
|                               | Alessandra Dini               | 2.706                         | 42,35            | 2.351   | 26,73   | Impegno Comune           | 1.799 | 21,57 | 2     |
| #Noale Under 30               | Alessandra Dini               | 2.706                         | 42,35            | 2.351   | 26,73   | 232                      | 2,78  | -     |       |
| Insieme per Noale             | Alessandra Dini               | 2.706                         | 42,35            | 2.351   | 26,73   | 211                      | 2,53  | -     |       |
| Seggio alla candidata sindaca | Seggio alla candidata sindaca | Seggio alla candidata sindaca | 42,35            | 2.351   | 26,73   | 1                        |       |       |       |
|                               | Carlo Fascina                 | Carlo Fascina                 | Carlo Fascina    | 2.157   | 24,53   | Officina Noale           | 982   | 11,77 | 1     |
| Civica Democratica            | Carlo Fascina                 | Carlo Fascina                 | Carlo Fascina    | 2.157   | 24,53   | 971                      | 11,64 | -     |       |
| Seggio al candidato sindaco   | Seggio al candidato sindaco   | Seggio al candidato sindaco   | Carlo Fascina    | 2.157   | 24,53   | 1                        |       |       |       |
|                               | Michele Celeghin              | Michele Celeghin              | Michele Celeghin | 1.087   | 12,36   | Michele Celeghin Sindaco | 583   | 6,99  | -     |
| Coraggio Italia               | Michele Celeghin              | Michele Celeghin              | Michele Celeghin | 1.087   | 12,36   | 444                      | 5,32  | -     |       |
| Seggio al candidato sindaco   | Seggio al candidato sindaco   | Seggio al candidato sindaco   | Michele Celeghin | 1.087   | 12,36   | 1                        |       |       |       |
| Totale                        | Totale                        | 6.390                         | 100              | 8.794   | 100     |                          | 8.340 | 100   | 16    |

### Portogruaro
| Candidati                      | Candidati                     | II Turno                      | II Turno      | I Turno | I Turno | Liste                            | Voti   | %     | Seggi |
| Candidati                      | Candidati                     | Voti                          | %             | Voti    | %       | Liste                            | Voti   | %     | Seggi |
| ------------------------------ | ----------------------------- | ----------------------------- | ------------- | ------- | ------- | -------------------------------- | ------ | ----- | ----- |
|                                | Luigi Toffolo ✔️ Sindaco      | 5.713                         | 56,29         | 5.040   | 39,81   | Fratelli d'Italia                | 1.705  | 14,59 | 4     |
| Lega Salvini                   | Luigi Toffolo ✔️ Sindaco      | 5.713                         | 56,29         | 5.040   | 39,81   | 1.162                            | 9,94   | 3     |       |
| Impegno e Serietà              | Luigi Toffolo ✔️ Sindaco      | 5.713                         | 56,29         | 5.040   | 39,81   | 962                              | 8,23   | 2     |       |
| Forza Italia - PPE             | Luigi Toffolo ✔️ Sindaco      | 5.713                         | 56,29         | 5.040   | 39,81   | 687                              | 5,88   | 1     |       |
| Porto Futura                   | Luigi Toffolo ✔️ Sindaco      | 5.713                         | 56,29         | 5.040   | 39,81   | 193                              | 1,65   | -     |       |
|                                | Antonio Bertoncello           | 4.436                         | 43,71         | 4.008   | 31,66   | Partito Democratico              | 1.720  | 14,72 | 2     |
| Lista Civica per Portogruaro   | Antonio Bertoncello           | 4.436                         | 43,71         | 4.008   | 31,66   | 843                              | 7,21   | -     |       |
| Alleanza Verdi e Sinistra      | Antonio Bertoncello           | 4.436                         | 43,71         | 4.008   | 31,66   | 474                              | 4,06   | -     |       |
| Portogruaro per il Bene Comune | Antonio Bertoncello           | 4.436                         | 43,71         | 4.008   | 31,66   | 354                              | 3,03   | -     |       |
| Azione - Siamo Europei         | Antonio Bertoncello           | 4.436                         | 43,71         | 4.008   | 31,66   | 129                              | 1,10   | -     |       |
| Cittadini per Portogruaro      | Antonio Bertoncello           | 4.436                         | 43,71         | 4.008   | 31,66   | 122                              | 1,04   | -     |       |
| Seggio al candidato sindaco    | Seggio al candidato sindaco   | Seggio al candidato sindaco   | 43,71         | 4.008   | 31,66   | 1                                |        |       |       |
|                                | Sara Moretto                  | Sara Moretto                  | Sara Moretto  | 3.002   | 23,71   | Insieme per Sara Moretto Sindaca | 942    | 8,06  | 1     |
| Uniamo Portogruaro             | Sara Moretto                  | Sara Moretto                  | Sara Moretto  | 3.002   | 23,71   | 782                              | 6,69   | 1     |       |
| Portogruaro Riparte            | Sara Moretto                  | Sara Moretto                  | Sara Moretto  | 3.002   | 23,71   | 715                              | 6,12   | -     |       |
| Progetto e Futuro              | Sara Moretto                  | Sara Moretto                  | Sara Moretto  | 3.002   | 23,71   | 303                              | 2,59   | -     |       |
| Seggio alla candidata sindaca  | Seggio alla candidata sindaca | Seggio alla candidata sindaca | Sara Moretto  | 3.002   | 23,71   | 1                                |        |       |       |
|                                | Alida Manzato                 | Alida Manzato                 | Alida Manzato | 609     | 4,81    | Città del Lemene                 | 592    | 5,07  | -     |
| Totale                         | Totale                        | 10.149                        | 100           | 12.659  | 100     |                                  | 11.685 | 100   | 16    |

### Scorzè
| Candidati                       | Candidati                              | II Turno                      | II Turno        | I Turno | I Turno | Liste                       | Voti  | %     | Seggi |
| Candidati                       | Candidati                              | Voti                          | %               | Voti    | %       | Liste                       | Voti  | %     | Seggi |
| ------------------------------- | -------------------------------------- | ----------------------------- | --------------- | ------- | ------- | --------------------------- | ----- | ----- | ----- |
|                                 | Giovanni Battista Mestriner ✔️ Sindaco | 4.068                         | 52,88           | 4.431   | 46,48   | Civica Mestriner            | 2.209 | 24,07 | 6     |
| Fratelli d'Italia               | Giovanni Battista Mestriner ✔️ Sindaco | 4.068                         | 52,88           | 4.431   | 46,48   | 1.274                       | 13,88 | 3     |       |
| Lega Salvini                    | Giovanni Battista Mestriner ✔️ Sindaco | 4.068                         | 52,88           | 4.431   | 46,48   | 357                         | 3,89  | 1     |       |
| Forza Italia - PPE              | Giovanni Battista Mestriner ✔️ Sindaco | 4.068                         | 52,88           | 4.431   | 46,48   | 256                         | 2,79  | -     |       |
| Coraggio Italia                 | Giovanni Battista Mestriner ✔️ Sindaco | 4.068                         | 52,88           | 4.431   | 46,48   | 201                         | 2,19  | -     |       |
|                                 | Nais Marcon                            | 3.625                         | 47,12           | 3.011   | 31,58   | ScorzÈ Leale - Nais Sindaco | 1.708 | 18,61 | 2     |
| Scorzè Terra Veneta             | Nais Marcon                            | 3.625                         | 47,12           | 3.011   | 31,58   | 1.126                       | 12,27 | 1     |       |
| Seggio alla candidata sindaca   | Seggio alla candidata sindaca          | Seggio alla candidata sindaca | 47,12           | 3.011   | 31,58   | 1                           |       |       |       |
|                                 | Antonio Losetti                        | Antonio Losetti               | Antonio Losetti | 2.092   | 21,94   | Partito Democratico         | 1.427 | 15,55 | 1     |
| Losetti Sindaco - Noi Cittadini | Antonio Losetti                        | Antonio Losetti               | Antonio Losetti | 2.092   | 21,94   | 619                         | 6,75  | -     |       |
| Seggio al candidato sindaco     | Seggio al candidato sindaco            | Seggio al candidato sindaco   | Antonio Losetti | 2.092   | 21,94   | 1                           |       |       |       |
| Totale                          | Totale                                 | 7.693                         | 100             | 9.534   | 100     |                             | 9.177 | 100   | 16    |

### Spinea
| Candidati                            | Candidati                    | II Turno                    | II Turno         | I Turno | I Turno | Liste               | Voti   | %     | Seggi |
| Candidati                            | Candidati                    | Voti                        | %                | Voti    | %       | Liste               | Voti   | %     | Seggi |
| ------------------------------------ | ---------------------------- | --------------------------- | ---------------- | ------- | ------- | ------------------- | ------ | ----- | ----- |
|                                      | Franco Bevilacqua ✔️ Sindaco | 5.710                       | 62,59            | 5.920   | 46,91   | Partito Democratico | 3.040  | 25,38 | 6     |
| èTempo                               | Franco Bevilacqua ✔️ Sindaco | 5.710                       | 62,59            | 5.920   | 46,91   | 1.239               | 10,34  | 2     |       |
| Azione - Siamo Europei - Italia Viva | Franco Bevilacqua ✔️ Sindaco | 5.710                       | 62,59            | 5.920   | 46,91   | 727                 | 6,07   | 1     |       |
| Progetto Spinea                      | Franco Bevilacqua ✔️ Sindaco | 5.710                       | 62,59            | 5.920   | 46,91   | 627                 | 5,23   | 1     |       |
|                                      | Claudio Tessari              | 3.413                       | 37,41            | 3.787   | 30,01   | Fratelli d'Italia   | 1.549  | 12,93 | 2     |
| Lista Claudio Tessari                | Claudio Tessari              | 3.413                       | 37,41            | 3.787   | 30,01   | 1.220               | 10,18  | 1     |       |
| Lega Salvini                         | Claudio Tessari              | 3.413                       | 37,41            | 3.787   | 30,01   | 551                 | 4,60   | -     |       |
| Coraggio Italia                      | Claudio Tessari              | 3.413                       | 37,41            | 3.787   | 30,01   | 350                 | 2,92   | -     |       |
| Seggio al candidato sindaco          | Seggio al candidato sindaco  | Seggio al candidato sindaco | 37,41            | 3.787   | 30,01   | 1                   |        |       |       |
|                                      | Martina Vesnaver             | Martina Vesnaver            | Martina Vesnaver | 2.914   | 23,09   | Forza Italia - PPE  | 1.339  | 11,18 | 1     |
| SìAmo per Spinea                     | Martina Vesnaver             | Martina Vesnaver            | Martina Vesnaver | 2.914   | 23,09   | 1.257               | 10,49  | -     |       |
| DC Democrazia Cristiana              | Martina Vesnaver             | Martina Vesnaver            | Martina Vesnaver | 2.914   | 23,09   | 80                  | 0,67   | -     |       |
| Seggio al candidato sindaco          | Seggio al candidato sindaco  | Seggio al candidato sindaco | Martina Vesnaver | 2.914   | 23,09   | 1                   |        |       |       |
| Totale                               | Totale                       | 9.123                       | 100              | 12.621  | 100     |                     | 11.979 | 100   | 16    |

## Provincia di Padova

### Cadoneghe
| Candidati                                     | Candidati                     | Voti                          | %     | Liste                   | Voti  | %     | Seggi |
| --------------------------------------------- | ----------------------------- | ----------------------------- | ----- | ----------------------- | ----- | ----- | ----- |
|                                               | Marco Schiesaro ✔️ Sindaco    | 4.236                         | 52,40 | Marco Schiesaro Sindaco | 1.473 | 19,28 | 5     |
| Fratelli d'Italia                             | Marco Schiesaro ✔️ Sindaco    | 4.236                         | 52,40 | 866                     | 11,34 | 2     |       |
| Lega                                          | Marco Schiesaro ✔️ Sindaco    | 4.236                         | 52,40 | 821                     | 10,75 | 2     |       |
| Cadoneghe Domani                              | Marco Schiesaro ✔️ Sindaco    | 4.236                         | 52,40 | 572                     | 7,49  | 1     |       |
| Forza Italia - PPE - Il Popolo della Famiglia | Marco Schiesaro ✔️ Sindaco    | 4.236                         | 52,40 | 135                     | 1,77  | -     |       |
| Coraggio Italia                               | Marco Schiesaro ✔️ Sindaco    | 4.236                         | 52,40 | 92                      | 1,20  | -     |       |
|                                               | Paola Venturato               | 2.897                         | 35,84 | Partito Democratico     | 1.156 | 15,13 | 2     |
| Paola Venturato Sindaco - Cadoneghe 2024      | Paola Venturato               | 2.897                         | 35,84 | 977                     | 12,79 | 2     |       |
| Coalizione Civica per Cadoneghe               | Paola Venturato               | 2.897                         | 35,84 | 403                     | 5,28  | -     |       |
| Movimento 5 Stelle                            | Paola Venturato               | 2.897                         | 35,84 | 235                     | 3,08  | -     |       |
| Seggio alla candidata sindaca                 | Seggio alla candidata sindaca | Seggio alla candidata sindaca | 35,84 | 1                       |       |       |       |
|                                               | Enrico Scacco                 | 519                           | 6,42  | È Ora Cadoneghe         | 498   | 6,52  | -     |
| Seggio al candidato sindaco                   | Seggio al candidato sindaco   | Seggio al candidato sindaco   | 6,42  | 1                       |       |       |       |
|                                               | Giulia De Campo               | 432                           | 5,34  | Cadoneghe per Tutti     | 411   | 5,38  | -     |
| Totale                                        | Totale                        | 8.084                         | 100   |                         | 7.639 | 100   | 16    |

### Monselice
| Candidati                               | Candidati                   | II Turno                    | II Turno           | I Turno | I Turno | Liste                       | Voti  | %     | Seggi |
| Candidati                               | Candidati                   | Voti                        | %                  | Voti    | %       | Liste                       | Voti  | %     | Seggi |
| --------------------------------------- | --------------------------- | --------------------------- | ------------------ | ------- | ------- | --------------------------- | ----- | ----- | ----- |
|                                         | Giorgia Bedin ✔️ Sindaca    | 3.884                       | 54,33              | 3.280   | 34,99   | Lista Giorgia Bedin Sindaco | 1.537 | 17,13 | 6     |
| Forza Monselice                         | Giorgia Bedin ✔️ Sindaca    | 3.884                       | 54,33              | 3.280   | 34,99   | 760                         | 8,47  | 2     |       |
| Lega                                    | Giorgia Bedin ✔️ Sindaca    | 3.884                       | 54,33              | 3.280   | 34,99   | 721                         | 8,04  | 2     |       |
| Per il Rilancio Turistico e Culturale   | Giorgia Bedin ✔️ Sindaca    | 3.884                       | 54,33              | 3.280   | 34,99   | 151                         | 1,68  | -     |       |
|                                         | Luca Callegaro              | 3.265                       | 45,67              | 3.246   | 34,63   | Fratelli d'Italia           | 1.249 | 13,92 | 1     |
| Forza Italia - PPE                      | Luca Callegaro              | 3.265                       | 45,67              | 3.246   | 34,63   | 1.125                       | 12,54 | 1     |       |
| Ricostruiamo Monselice                  | Luca Callegaro              | 3.265                       | 45,67              | 3.246   | 34,63   | 464                         | 5,17  | -     |       |
| Iniziativa Popolare                     | Luca Callegaro              | 3.265                       | 45,67              | 3.246   | 34,63   | 226                         | 2,52  | -     |       |
| Seggio al candidato sindaco             | Seggio al candidato sindaco | Seggio al candidato sindaco | 45,67              | 3.246   | 34,63   | 1                           |       |       |       |
|                                         | Giannino Scanferla          | Giannino Scanferla          | Giannino Scanferla | 2.848   | 30,38   | Partito Democratico         | 1.523 | 16,98 | 1     |
| Ambiente e Società - Movimento 5 Stelle | Giannino Scanferla          | Giannino Scanferla          | Giannino Scanferla | 2.848   | 30,38   | 1.215                       | 13,54 | 1     |       |
| Seggio al candidato sindaco             | Seggio al candidato sindaco | Seggio al candidato sindaco | Giannino Scanferla | 2.848   | 30,38   | 1                           |       |       |       |
| Totale                                  | Totale                      | 7.149                       | 100                | 9.374   | 100     |                             | 8.971 | 100   | 16    |

### Rubano
| Candidati                     | Candidati                     | II Turno                      | II Turno             | I Turno | I Turno | Liste                  | Voti  | %     | Seggi |
| Candidati                     | Candidati                     | Voti                          | %                    | Voti    | %       | Liste                  | Voti  | %     | Seggi |
| ----------------------------- | ----------------------------- | ----------------------------- | -------------------- | ------- | ------- | ---------------------- | ----- | ----- | ----- |
|                               | Chiara Buson ✔️ Sindaca       | 3.688                         | 55,44                | 3.879   | 47,72   | Rubano Futura          | 1.841 | 24,19 | 5     |
| Vivere Rubano                 | Chiara Buson ✔️ Sindaca       | 3.688                         | 55,44                | 3.879   | 47,72   | 1.740                  | 22,86 | 5     |       |
|                               | Luigi Sposato                 | 2.964                         | 44,56                | 3.193   | 39,28   | Luigi Sposato Sindaco  | 1.476 | 19,40 | 3     |
| Fratelli d'Italia             | Luigi Sposato                 | 2.964                         | 44,56                | 3.193   | 39,28   | 882                    | 11,59 | 1     |       |
| Lega                          | Luigi Sposato                 | 2.964                         | 44,56                | 3.193   | 39,28   | 475                    | 6,24  | -     |       |
| Forza Italia - PPE            | Luigi Sposato                 | 2.964                         | 44,56                | 3.193   | 39,28   | 218                    | 2,86  | -     |       |
| Seggio al candidato sindaco   | Seggio al candidato sindaco   | Seggio al candidato sindaco   | 44,56                | 3.193   | 39,28   | 1                      |       |       |       |
|                               | Francesca Dall’Aglio          | Francesca Dall’Aglio          | Francesca Dall’Aglio | 1.057   | 13,00   | Fuori dagli Schemi (A) | 668   | 8,78  | -     |
| Rinnova Rubano (A)            | Francesca Dall’Aglio          | Francesca Dall’Aglio          | Francesca Dall’Aglio | 1.057   | 13,00   | 310                    | 4,07  | -     |       |
| Seggio alla candidata sindaca | Seggio alla candidata sindaca | Seggio alla candidata sindaca | Francesca Dall’Aglio | 1.057   | 13,00   | 1                      |       |       |       |
| Totale                        | Totale                        | 6.652                         | 100                  | 8.129   | 100     |                        | 7.610 | 100   | 16    |

Le liste contrassegnate con (A) sono apparentate al secondo turno con Luigi Sposato.

### Selvazzano Dentro
| Candidati                          | Candidati                     | II Turno                      | II Turno        | I Turno | I Turno | Liste                 | Voti   | %     | Seggi |
| Candidati                          | Candidati                     | Voti                          | %               | Voti    | %       | Liste                 | Voti   | %     | Seggi |
| ---------------------------------- | ----------------------------- | ----------------------------- | --------------- | ------- | ------- | --------------------- | ------ | ----- | ----- |
|                                    | Claudio Piron ✔️ Sindaco      | 4.227                         | 51,63           | 3.654   | 32,53   | Partito Democratico   | 1.725  | 16,04 | 5     |
| Selvazzano Insieme                 | Claudio Piron ✔️ Sindaco      | 4.227                         | 51,63           | 3.654   | 32,53   | 987                   | 9,18   | 3     |       |
| Futuro Green                       | Claudio Piron ✔️ Sindaco      | 4.227                         | 51,63           | 3.654   | 32,53   | 809                   | 7,52   | 2     |       |
|                                    | Mariano Fuschi                | 3.960                         | 48,37           | 3.933   | 35,01   | Fratelli d'Italia     | 1.758  | 16,35 | 2     |
| Mariano Fuschi Sindaco             | Mariano Fuschi                | 3.960                         | 48,37           | 3.933   | 35,01   | 1.027                 | 9,55   | 1     |       |
| Forza Italia - PPE                 | Mariano Fuschi                | 3.960                         | 48,37           | 3.933   | 35,01   | 438                   | 4,07   | -     |       |
| Selvazzano Viva                    | Mariano Fuschi                | 3.960                         | 48,37           | 3.933   | 35,01   | 431                   | 4,01   | -     |       |
| Selvazzano Nuova                   | Mariano Fuschi                | 3.960                         | 48,37           | 3.933   | 35,01   | 131                   | 1,22   | -     |       |
| Seggio al candidato sindaco        | Seggio al candidato sindaco   | Seggio al candidato sindaco   | 48,37           | 3.933   | 35,01   | 1                     |        |       |       |
|                                    | Giovanna Rossi                | Giovanna Rossi                | Giovanna Rossi  | 1.982   | 17,64   | Selvazzano Libera!    | 615    | 5,72  | -     |
| Lega Salvini                       | Giovanna Rossi                | Giovanna Rossi                | Giovanna Rossi  | 1.982   | 17,64   | 528                   | 4,91   | -     |       |
| Selvazzano a Quattro Zampe         | Giovanna Rossi                | Giovanna Rossi                | Giovanna Rossi  | 1.982   | 17,64   | 287                   | 2,67   | -     |       |
| Selvazzano in Rete - Lista Giovani | Giovanna Rossi                | Giovanna Rossi                | Giovanna Rossi  | 1.982   | 17,64   | 216                   | 2,01   | -     |       |
| Unione di Centro                   | Giovanna Rossi                | Giovanna Rossi                | Giovanna Rossi  | 1.982   | 17,64   | 188                   | 1,75   | -     |       |
| Seggio alla candidata sindaca      | Seggio alla candidata sindaca | Seggio alla candidata sindaca | Giovanna Rossi  | 1.982   | 17,64   | 1                     |        |       |       |
|                                    | Marco Destro                  | Marco Destro                  | Marco Destro    | 1.174   | 10,45   | Noi per Selvazzano    | 1.122  | 10,44 | -     |
| Seggio al candidato sindaco        | Seggio al candidato sindaco   | Seggio al candidato sindaco   | Marco Destro    | 1.174   | 10,45   | 1                     |        |       |       |
|                                    | Ornella Sabbion               | Ornella Sabbion               | Ornella Sabbion | 491     | 4,37    | Coalizione Riformista | 490    | 4,56  | -     |
| Totale                             | Totale                        | 8.187                         | 100             | 11.234  | 100     |                       | 10.752 | 100   | 16    |

## Provincia di Rovigo

### Occhiobello
|                               | Irene Bononi ✔️ Sindaco | Occhiobello Domani         | 3 438 | 56,31 | 11 |  |  |  |  |
|                               | Sondra Coizzi           | Avanti Insieme Occhiobello | 2 667 | 43,69 | 5  |  |  |  |  |
| Totale                        | Totale                  |                            | 6 105 | 100   | 16 |  |  |  |  |
|                               |                         |                            |       |       |    |  |  |  |  |
| Fonte: Ministero dell'interno |                         |                            |       |       |    |  |  |  |  |

### Rovigo
| Candidati                          | Candidati                   | II Turno                    | II Turno              | I Turno | I Turno | Liste                          | Voti   | %     | Seggi |
| Candidati                          | Candidati                   | Voti                        | %                     | Voti    | %       | Liste                          | Voti   | %     | Seggi |
| ---------------------------------- | --------------------------- | --------------------------- | --------------------- | ------- | ------- | ------------------------------ | ------ | ----- | ----- |
|                                    | Valeria Cittadin ✔️ Sindaca | 11.486                      | 58,15                 | 12.117  | 49,10   | Fratelli d'Italia              | 4.795  | 20,13 | 9     |
| Valeria Cittadin Sindaco           | Valeria Cittadin ✔️ Sindaca | 11.486                      | 58,15                 | 12.117  | 49,10   | 2.899                          | 12,17  | 5     |       |
| Lega                               | Valeria Cittadin ✔️ Sindaca | 11.486                      | 58,15                 | 12.117  | 49,10   | 2.437                          | 10,23  | 4     |       |
| Forza Italia - PPE                 | Valeria Cittadin ✔️ Sindaca | 11.486                      | 58,15                 | 12.117  | 49,10   | 1.557                          | 6,54   | 2     |       |
| Azione - Siamo Europei             | Valeria Cittadin ✔️ Sindaca | 11.486                      | 58,15                 | 12.117  | 49,10   | 277                            | 1,16   | -     |       |
|                                    | Edoardo Gaffeo              | 8.266                       | 41,85                 | 6.933   | 28,09   | Perché Cresca Felice           | 4.268  | 17,92 | 5     |
| Forum dei Cittadini                | Edoardo Gaffeo              | 8.266                       | 41,85                 | 6.933   | 28,09   | 1.479                          | 6,21   | 1     |       |
| Movimento 5 Stelle                 | Edoardo Gaffeo              | 8.266                       | 41,85                 | 6.933   | 28,09   | 617                            | 2,59   | -     |       |
| Seggio al candidato sindaco        | Seggio al candidato sindaco | Seggio al candidato sindaco | 41,85                 | 6.933   | 28,09   | 1                              |        |       |       |
|                                    | Palmiro Franco Tosini       | Palmiro Franco Tosini       | Palmiro Franco Tosini | 2.032   | 8,23    | Partito Democratico            | 1.663  | 6,98  | 1     |
| Lista Civica Democratica Inclusiva | Palmiro Franco Tosini       | Palmiro Franco Tosini       | Palmiro Franco Tosini | 2.032   | 8,23    | 341                            | 1,43   | -     |       |
| Seggio al candidato sindaco        | Seggio al candidato sindaco | Seggio al candidato sindaco | Palmiro Franco Tosini | 2.032   | 8,23    | 1                              |        |       |       |
|                                    | Federico Frigato            | Federico Frigato            | Federico Frigato      | 1.630   | 6,60    | Rovigo si Ama                  | 1.572  | 6,60  | -     |
| Seggio al candidato sindaco        | Seggio al candidato sindaco | Seggio al candidato sindaco | Federico Frigato      | 1.630   | 6,60    | 1                              |        |       |       |
|                                    | Ezio Conchi                 | Ezio Conchi                 | Ezio Conchi           | 994     | 4,03    | Sindaco Conchi - Cambia Rovigo | 982    | 4,12  | -     |
| Seggio al candidato sindaco        | Seggio al candidato sindaco | Seggio al candidato sindaco | Ezio Conchi           | 994     | 4,03    | 1                              |        |       |       |
|                                    | Antonio Rossini             | Antonio Rossini             | Antonio Rossini       | 973     | 3,94    | Noi per Rovigo                 | 621    | 2,61  | -     |
| Alleanza dei Moderati              | Antonio Rossini             | Antonio Rossini             | Antonio Rossini       | 973     | 3,94    | 308                            | 1,29   | -     |       |
| Seggio al candidato sindaco        | Seggio al candidato sindaco | Seggio al candidato sindaco | Antonio Rossini       | 973     | 3,94    | 1                              |        |       |       |
| Totale                             | Totale                      | 19.752                      | 100                   | 24.679  | 100     |                                | 23.816 | 100   | 32    |

## Provincia di Treviso

### Mogliano Veneto
| Candidati                             | Candidati                   | Voti                        | %     | Liste                    | Voti   | %     | Seggi |
| ------------------------------------- | --------------------------- | --------------------------- | ----- | ------------------------ | ------ | ----- | ----- |
|                                       | Davide Bortolato ✔️ Sindaco | 8.014                       | 58,19 | Davide Bortolato Sindaco | 3.059  | 23,43 | 5     |
| Lega                                  | Davide Bortolato ✔️ Sindaco | 8.014                       | 58,19 | 1.557                    | 11,92  | 2     |       |
| Fratelli d'Italia                     | Davide Bortolato ✔️ Sindaco | 8.014                       | 58,19 | 1.415                    | 10,84  | 2     |       |
| Piazza Civica                         | Davide Bortolato ✔️ Sindaco | 8.014                       | 58,19 | 774                      | 5,93   | 1     |       |
| Coraggio Italia                       | Davide Bortolato ✔️ Sindaco | 8.014                       | 58,19 | 504                      | 3,86   | -     |       |
| Forza Italia - PPE                    | Davide Bortolato ✔️ Sindaco | 8.014                       | 58,19 | 229                      | 1,75   | -     |       |
| Noi Moderati                          | Davide Bortolato ✔️ Sindaco | 8.014                       | 58,19 | 143                      | 1,10   | -     |       |
|                                       | Giacomo Nilandi             | 4.967                       | 36,07 | Partito Democratico      | 3.342  | 25,60 | 4     |
| Mogliano Bene Comune - AVS            | Giacomo Nilandi             | 4.967                       | 36,07 | 853                      | 6,53   | 1     |       |
| Nuovo Progetto Civico - Spazio Libero | Giacomo Nilandi             | 4.967                       | 36,07 | 458                      | 3,51   | -     |       |
| Seggio al candidato sindaco           | Seggio al candidato sindaco | Seggio al candidato sindaco | 36,07 | 1                        |        |       |       |
|                                       | Giuliana Tochet             | 791                         | 5,74  | AscolTiAmo Mogliano      | 566    | 4,33  | -     |
| Miglioriamo Mogliano                  | Giuliana Tochet             | 791                         | 5,74  | 157                      | 1,20   | -     |       |
| Totale                                | Totale                      | 13.772                      | 100   |                          | 13.057 | 100   | 16    |

### Paese
| Candidati                     | Candidati                     | Voti                          | %     | Liste      | Voti   | %     | Seggi |
| ----------------------------- | ----------------------------- | ----------------------------- | ----- | ---------- | ------ | ----- | ----- |
|                               | Katia Uberti ✔️ Sindaco       | 7.046                         | 64,52 | Lega       | 2.379  | 22,72 | 4     |
| Katia Uberti Sindaco          | Katia Uberti ✔️ Sindaco       | 7.046                         | 64,52 | 2.131      | 20,35  | 4     |       |
| Fratelli d'Italia             | Katia Uberti ✔️ Sindaco       | 7.046                         | 64,52 | 1.221      | 11,66  | 2     |       |
| Forza Italia - PPE            | Katia Uberti ✔️ Sindaco       | 7.046                         | 64,52 | 608        | 5,81   | 1     |       |
| Patto per Paese               | Katia Uberti ✔️ Sindaco       | 7.046                         | 64,52 | 520        | 4,97   | -     |       |
|                               | Giuliana Donadi               | 3.875                         | 35,48 | Paese Vale | 1.906  | 18,20 | 2     |
| Paese Democratico             | Giuliana Donadi               | 3.875                         | 35,48 | 1.707      | 16,30  | 2     |       |
| Seggio alla candidata sindaca | Seggio alla candidata sindaca | Seggio alla candidata sindaca | 35,48 | 1          |        |       |       |
| Totale                        | Totale                        | 10.921                        | 100   |            | 10.472 | 100   | 16    |

### Preganziol
| Candidati                      | Candidati                   | Voti                        | %     | Liste             | Voti  | %     | Seggi |
| ------------------------------ | --------------------------- | --------------------------- | ----- | ----------------- | ----- | ----- | ----- |
|                                | Elena Stocco ✔️ Sindaco     | 4.376                       | 51,19 | Lista Galeano     | 1.687 | 20,76 | 5     |
| Democratici per Stocco Sindaco | Elena Stocco ✔️ Sindaco     | 4.376                       | 51,19 | 1.239             | 15,25 | 3     |       |
| Preganziol al Centro           | Elena Stocco ✔️ Sindaco     | 4.376                       | 51,19 | 814               | 10,02 | 2     |       |
| Preganziol in Movimento        | Elena Stocco ✔️ Sindaco     | 4.376                       | 51,19 | 319               | 3,93  | -     |       |
|                                | Gianni Cestaro              | 4.172                       | 48,81 | Fratelli d'Italia | 1.346 | 16,57 | 2     |
| Vince Preganziol               | Gianni Cestaro              | 4.172                       | 48,81 | 1.247             | 15,35 | 2     |       |
| Lega                           | Gianni Cestaro              | 4.172                       | 48,81 | 1.190             | 14,65 | 1     |       |
| Forza Italia - PPE             | Gianni Cestaro              | 4.172                       | 48,81 | 190               | 2,34  | -     |       |
| Coraggio Italia                | Gianni Cestaro              | 4.172                       | 48,81 | 93                | 1,14  | -     |       |
| Seggio al candidato sindaco    | Seggio al candidato sindaco | Seggio al candidato sindaco | 48,81 | 1                 |       |       |       |
| Totale                         | Totale                      | 8.548                       | 100   |                   | 8.125 | 100   | 16    |

### Vittorio Veneto
| Candidati                   | Candidati                   | II Turno                    | II Turno        | I Turno | I Turno | Liste                           | Voti   | %     | Seggi |
| Candidati                   | Candidati                   | Voti                        | %               | Voti    | %       | Liste                           | Voti   | %     | Seggi |
| --------------------------- | --------------------------- | --------------------------- | --------------- | ------- | ------- | ------------------------------- | ------ | ----- | ----- |
|                             | Mirella Balliana ✔️ Sindaca | 5.867                       | 53,66           | 5.385   | 41,23   | Mirella Balliana Sindaco        | 1.968  | 15,96 | 4     |
| Partito Democratico         | Mirella Balliana ✔️ Sindaca | 5.867                       | 53,66           | 5.385   | 41,23   | 1.681                           | 13,64  | 4     |       |
| Progetto Vittorio Futura    | Mirella Balliana ✔️ Sindaca | 5.867                       | 53,66           | 5.385   | 41,23   | 611                             | 4,96   | 1     |       |
| Rinascita Civica            | Mirella Balliana ✔️ Sindaca | 5.867                       | 53,66           | 5.385   | 41,23   | 432                             | 3,50   | 1     |       |
| Vittorio Vive               | Mirella Balliana ✔️ Sindaca | 5.867                       | 53,66           | 5.385   | 41,23   | 282                             | 2,29   | -     |       |
|                             | Gianluca Posocco            | 5.067                       | 46,34           | 4.258   | 32,60   | La Persona al Centro            | 1.769  | 14,35 | 2     |
| Toni Da Re                  | Gianluca Posocco            | 5.067                       | 46,34           | 4.258   | 32,60   | 1.514                           | 12,28  | 1     |       |
| Forza Italia - PPE          | Gianluca Posocco            | 5.067                       | 46,34           | 4.258   | 32,60   | 810                             | 6,57   | -     |       |
| Seggio al candidato sindaco | Seggio al candidato sindaco | Seggio al candidato sindaco | 46,34           | 4.258   | 32,60   | 1                               |        |       |       |
|                             | Giovanni Braido             | Giovanni Braido             | Giovanni Braido | 2.873   | 22,00   | Fratelli d'Italia               | 954    | 7,74  | 1     |
| Lega                        | Giovanni Braido             | Giovanni Braido             | Giovanni Braido | 2.873   | 22,00   | 916                             | 7,43   | -     |       |
| Giovanni Braido Sindaco     | Giovanni Braido             | Giovanni Braido             | Giovanni Braido | 2.873   | 22,00   | 558                             | 4,53   | -     |       |
| Indipendenza Veneta         | Giovanni Braido             | Giovanni Braido             | Giovanni Braido | 2.873   | 22,00   | 167                             | 1,35   | -     |       |
| Forza Vittorio              | Giovanni Braido             | Giovanni Braido             | Giovanni Braido | 2.873   | 22,00   | 153                             | 1,24   | -     |       |
| Seggio al candidato sindaco | Seggio al candidato sindaco | Seggio al candidato sindaco | Giovanni Braido | 2.873   | 22,00   | 1                               |        |       |       |
|                             | Luisa Camatta               | Luisa Camatta               | Luisa Camatta   | 546     | 4,18    | Rete Civica per Vittorio Veneto | 513    | 4,16  | -     |
| Totale                      | Totale                      | 10.934                      | 100             | 13.062  | 100     |                                 | 12.328 | 100   | 16    |

## Provincia di Verona

### Legnago
| Candidati                   | Candidati                   | II Turno                    | II Turno        | I Turno | I Turno | Liste                           | Voti   | %     | Seggi |
| Candidati                   | Candidati                   | Voti                        | %               | Voti    | %       | Liste                           | Voti   | %     | Seggi |
| --------------------------- | --------------------------- | --------------------------- | --------------- | ------- | ------- | ------------------------------- | ------ | ----- | ----- |
|                             | Paolo Longhi ✔️ Sindaco     | 5.197                       | 54,01           | 4.071   | 34,22   | Fratelli d'Italia               | 2.274  | 20,56 | 4     |
| Forza Italia - PPE          | Paolo Longhi ✔️ Sindaco     | 5.197                       | 54,01           | 4.071   | 34,22   | 1.138                           | 10,29  | 2     |       |
| Autonomia per il Veneto     | Paolo Longhi ✔️ Sindaco     | 5.197                       | 54,01           | 4.071   | 34,22   | 400                             | 3,62   | -     |       |
|                             | Andrea Cesaro               | 4.426                       | 45,99           | 4.402   | 37,00   | Legnago Futura - Cesaro Sindaco | 1.968  | 17,79 | 2     |
| Lista Cesaro                | Andrea Cesaro               | 4.426                       | 45,99           | 4.402   | 37,00   | 1.091                           | 9,86   | 1     |       |
| Centrosinistra per Legnago  | Andrea Cesaro               | 4.426                       | 45,99           | 4.402   | 37,00   | 990                             | 8,95   | 1     |       |
| Seggio al candidato sindaco | Seggio al candidato sindaco | Seggio al candidato sindaco | 45,99           | 4.402   | 37,00   | 1                               |        |       |       |
|                             | Roberto Danieli             | Roberto Danieli             | Roberto Danieli | 2.508   | 21,08   | Lega (A)                        | 1.197  | 10,82 | 2     |
| Lista Danieli Sindaco (A)   | Roberto Danieli             | Roberto Danieli             | Roberto Danieli | 2.508   | 21,08   | 942                             | 8,52   | 1     |       |
| Scelgo Legnago (A)          | Roberto Danieli             | Roberto Danieli             | Roberto Danieli | 2.508   | 21,08   | 186                             | 1,68   | -     |       |
| Seggio al candidato sindaco | Seggio al candidato sindaco | Seggio al candidato sindaco | Roberto Danieli | 2.508   | 21,08   | 1                               |        |       |       |
|                             | Simone Tebon                | Simone Tebon                | Simone Tebon    | 916     | 7,70    | Lista Civica Tebon              | 874    | 7,90  | -     |
| Seggio al candidato sindaco | Seggio al candidato sindaco | Seggio al candidato sindaco | Simone Tebon    | 916     | 7,70    | 1                               |        |       |       |
| Totale                      | Totale                      | 9.623                       | 100             | 11.897  | 100     |                                 | 11.060 | 100   | 16    |

Le liste contrassegnate con (A) sono apparentate al secondo turno con Paolo Longhi.

### Negrar di Valpolicella
| Candidati                   | Candidati                    | Voti                        | %     | Liste                             | Voti  | %     | Seggi |
| --------------------------- | ---------------------------- | --------------------------- | ----- | --------------------------------- | ----- | ----- | ----- |
|                             | Fausto Rossignoli ✔️ Sindaco | 4.896                       | 58,49 | Con Negrar di Valpolicella        | 1.326 | 16,29 | 3     |
| Comunità e Territorio       | Fausto Rossignoli ✔️ Sindaco | 4.896                       | 58,49 | 924                               | 11,35 | 2     |       |
| Negrar sei Tu               | Fausto Rossignoli ✔️ Sindaco | 4.896                       | 58,49 | 902                               | 11,08 | 2     |       |
| Lega                        | Fausto Rossignoli ✔️ Sindaco | 4.896                       | 58,49 | 898                               | 11,03 | 2     |       |
| Verona Domani per Negrar    | Fausto Rossignoli ✔️ Sindaco | 4.896                       | 58,49 | 740                               | 9,09  | 1     |       |
|                             | Giorgio Mancini              | 3.475                       | 41,51 | Fratelli d'Italia - Negrar Civica | 1.427 | 17,53 | 2     |
| Forza Italia - PPE          | Giorgio Mancini              | 3.475                       | 41,51 | 877                               | 10,77 | 1     |       |
| Noi con Voi                 | Giorgio Mancini              | 3.475                       | 41,51 | 529                               | 6,50  | 1     |       |
| Mancini per Negrar          | Giorgio Mancini              | 3.475                       | 41,51 | 518                               | 6,36  | 1     |       |
| Seggio al candidato sindaco | Seggio al candidato sindaco  | Seggio al candidato sindaco | 41,51 | 1                                 |       |       |       |
| Totale                      | Totale                       | 8.371                       | 100   |                                   | 8.141 | 100   | 16    |

### Pescantina
| Candidati                   | Candidati                   | II Turno                    | II Turno           | I Turno | I Turno | Liste                  | Voti  | %     | Seggi |
| Candidati                   | Candidati                   | Voti                        | %                  | Voti    | %       | Liste                  | Voti  | %     | Seggi |
| --------------------------- | --------------------------- | --------------------------- | ------------------ | ------- | ------- | ---------------------- | ----- | ----- | ----- |
|                             | Aldo Vangi ✔️ Sindaco       | 3.540                       | 62,02              | 3.803   | 42,83   | Fratelli d'Italia      | 1.279 | 14,80 | 4     |
| Vangi per Pescantina        | Aldo Vangi ✔️ Sindaco       | 3.540                       | 62,02              | 3.803   | 42,83   | 1.234                  | 14,28 | 3     |       |
| Pescantina Ieri Oggi Domani | Aldo Vangi ✔️ Sindaco       | 3.540                       | 62,02              | 3.803   | 42,83   | 650                    | 7,52  | 2     |       |
| Forza Italia - PPE          | Aldo Vangi ✔️ Sindaco       | 3.540                       | 62,02              | 3.803   | 42,83   | 560                    | 6,48  | 1     |       |
|                             | Davide Pedrotti             | 2.168                       | 37,98              | 2.100   | 23,65   | Lega                   | 772   | 8,94  | 1     |
| Pedrotti Sindaco            | Davide Pedrotti             | 2.168                       | 37,98              | 2.100   | 23,65   | 699                    | 8,09  | 1     |       |
| Pescantina Domani           | Davide Pedrotti             | 2.168                       | 37,98              | 2.100   | 23,65   | 575                    | 6,66  | -     |       |
| Seggio al candidato sindaco | Seggio al candidato sindaco | Seggio al candidato sindaco | 37,98              | 2.100   | 23,65   | 1                      |       |       |       |
|                             | Massimo Proietti            | Massimo Proietti            | Massimo Proietti   | 1.884   | 21,22   | Pescantina Democratica | 1.079 | 12,49 | 1     |
| Sentiero Comune             | Massimo Proietti            | Massimo Proietti            | Massimo Proietti   | 1.884   | 21,22   | 453                    | 5,24  | -     |       |
| UniAmo Pescantina           | Massimo Proietti            | Massimo Proietti            | Massimo Proietti   | 1.884   | 21,22   | 283                    | 3,28  | -     |       |
| Seggio al candidato sindaco | Seggio al candidato sindaco | Seggio al candidato sindaco | Massimo Proietti   | 1.884   | 21,22   | 1                      |       |       |       |
|                             | Lorenzo Mascanzoni          | Lorenzo Mascanzoni          | Lorenzo Mascanzoni | 1.092   | 12,30   | Progetto Pescantina    | 1.055 | 12,21 | -     |
| Seggio al candidato sindaco | Seggio al candidato sindaco | Seggio al candidato sindaco | Lorenzo Mascanzoni | 1.092   | 12,30   | 1                      |       |       |       |
| Totale                      | Totale                      | 5.708                       | 100                | 8.879   | 100     |                        | 8.639 | 100   | 16    |

### San Bonifacio
| Candidati                             | Candidati                     | II Turno                      | II Turno       | I Turno | I Turno | Liste                            | Voti  | %     | Seggi |
| Candidati                             | Candidati                     | Voti                          | %              | Voti    | %       | Liste                            | Voti  | %     | Seggi |
| ------------------------------------- | ----------------------------- | ----------------------------- | -------------- | ------- | ------- | -------------------------------- | ----- | ----- | ----- |
|                                       | Fulvio Soave ✔️ Sindaco       | 4.110                         | 55,29          | 2.266   | 23,70   | La Nostra San Bonifacio - LVR    | 752   | 8,12  | 2     |
| Lega                                  | Fulvio Soave ✔️ Sindaco       | 4.110                         | 55,29          | 2.266   | 23,70   | 752                              | 8,12  | 2     |       |
| San Bonifacio Domani                  | Fulvio Soave ✔️ Sindaco       | 4.110                         | 55,29          | 2.266   | 23,70   | 487                              | 5,26  | 1     |       |
| Più San Bonifacio                     | Fulvio Soave ✔️ Sindaco       | 4.110                         | 55,29          | 2.266   | 23,70   | 212                              | 2,29  | -     |       |
|                                       | Antonio Verona                | 3.323                         | 44,71          | 2.768   | 28,95   | Lista Provoli per Verona Sindaco | 1.607 | 17,35 | 1     |
| San Bonifacio - Territorio e Comunità | Antonio Verona                | 3.323                         | 44,71          | 2.768   | 28,95   | 1.077                            | 11,63 | 1     |       |
| Seggio al candidato sindaco           | Seggio al candidato sindaco   | Seggio al candidato sindaco   | 44,71          | 2.768   | 28,95   | 1                                |       |       |       |
|                                       | Nicola Gambin                 | Nicola Gambin                 | Nicola Gambin  | 2.207   | 23,09   | Forza Italia - PPE               | 1.134 | 12,25 | 1     |
| Fratelli d'Italia (A)                 | Nicola Gambin                 | Nicola Gambin                 | Nicola Gambin  | 2.207   | 23,09   | 1.015                            | 10,96 | 4     |       |
| Seggio al candidato sindaco           | Seggio al candidato sindaco   | Seggio al candidato sindaco   | Nicola Gambin  | 2.207   | 23,09   | 1                                |       |       |       |
|                                       | Maicol Faccini                | Maicol Faccini                | Maicol Faccini | 962     | 10,06   | Salviamo San Bonifacio           | 904   | 9,76  | -     |
| Seggio al candidato sindaco           | Seggio al candidato sindaco   | Seggio al candidato sindaco   | Maicol Faccini | 962     | 10,06   | 1                                |       |       |       |
|                                       | Simona De Luca                | Simona De Luca                | Simona De Luca | 826     | 8,64    | Crediamo in San Bonifacio        | 826   | 8,92  | -     |
| Seggio alla candidata sindaca         | Seggio alla candidata sindaca | Seggio alla candidata sindaca | Simona De Luca | 826     | 8,64    | 1                                |       |       |       |
|                                       | Fabio Merlo                   | Fabio Merlo                   | Fabio Merlo    | 531     | 5,55    | Cittadini del Parcourbano        | 494   | 5,33  | -     |
| Totale                                | Totale                        | 7.433                         | 100            | 9.560   | 100     |                                  | 9.260 | 100   | 16    |

Le liste contrassegnate con (A) sono apparentate al secondo turno con Fulvio Soave.

### Valeggio sul Mincio
| Candidati                   | Candidati                     | Voti                        | %     | Liste                        | Voti  | %     | Seggi |
| --------------------------- | ----------------------------- | --------------------------- | ----- | ---------------------------- | ----- | ----- | ----- |
|                             | Alessandro Gardoni ✔️ Sindaco | 4.616                       | 63,37 | Lista Civica Gardoni Sindaco | 2.173 | 30,77 | 5     |
| Fratelli d'Italia           | Alessandro Gardoni ✔️ Sindaco | 4.616                       | 63,37 | 1.307                        | 18,51 | 3     |       |
| Forza Italia - PPE          | Alessandro Gardoni ✔️ Sindaco | 4.616                       | 63,37 | 664                          | 9,40  | 1     |       |
| Lega Salvini                | Alessandro Gardoni ✔️ Sindaco | 4.616                       | 63,37 | 424                          | 6,00  | 1     |       |
|                             | Enrico Bertuzzi               | 2.668                       | 36,63 | Uniti per Valeggio           | 2.494 | 35,32 | 5     |
| Seggio al candidato sindaco | Seggio al candidato sindaco   | Seggio al candidato sindaco | 36,63 | 1                            |       |       |       |
| Totale                      | Totale                        | 7.284                       | 100   |                              | 7.062 | 100   | 16    |

## Provincia di Vicenza

### Arzignano
| Candidati                            | Candidati                     | Voti                        | %     | Liste                                | Voti   | %     | Seggi |
| ------------------------------------ | ----------------------------- | --------------------------- | ----- | ------------------------------------ | ------ | ----- | ----- |
|                                      | Alessia Bevilacqua ✔️ Sindaco | 8.212                       | 70,27 | Lista Alessia Bevilacqua - LSP - LVR | 6.328  | 57,55 | 10    |
| Fratelli d'Italia                    | Alessia Bevilacqua ✔️ Sindaco | 8.212                       | 70,27 | 1.435                                | 13,05  | 2     |       |
|                                      | Diego Zaffari                 | 2.126                       | 18,19 | Partito Democratico                  | 1.016  | 9,24  | 1     |
| +Futuro                              | Diego Zaffari                 | 2.126                       | 18,19 | 976                                  | 8,88   | 1     |       |
| Seggio al candidato sindaco          | Seggio al candidato sindaco   | Seggio al candidato sindaco | 18,19 | 1                                    |        |       |       |
|                                      | Nicolò Sterle                 | 1.348                       | 11,54 | Forza Italia - PPE                   | 1.010  | 9,19  | -     |
| Arzignano Liberale - Coraggio Italia | Nicolò Sterle                 | 1.348                       | 11,54 | 231                                  | 2,10   | -     |       |
| Seggio al candidato sindaco          | Seggio al candidato sindaco   | Seggio al candidato sindaco | 11,54 | 1                                    |        |       |       |
| Totale                               | Totale                        | 11.686                      | 100   |                                      | 10.996 | 100   | 16    |

### Bassano del Grappa
| Candidati                        | Candidati                     | II Turno                      | II Turno      | I Turno | I Turno | Liste                     | Voti   | %     | Seggi |
| Candidati                        | Candidati                     | Voti                          | %             | Voti    | %       | Liste                     | Voti   | %     | Seggi |
| -------------------------------- | ----------------------------- | ----------------------------- | ------------- | ------- | ------- | ------------------------- | ------ | ----- | ----- |
|                                  | Nicola Finco ✔️ Sindaco       | 8.663                         | 51,57         | 5.231   | 25,11   | Finco Sindaco per Bassano | 2.287  | 11,47 | 4     |
| Lega                             | Nicola Finco ✔️ Sindaco       | 8.663                         | 51,57         | 5.231   | 25,11   | 1.690                     | 8,48   | 3     |       |
| Forza Italia - PPE               | Nicola Finco ✔️ Sindaco       | 8.663                         | 51,57         | 5.231   | 25,11   | 721                       | 3,62   | 1     |       |
| DC Democrazia Cristiana          | Nicola Finco ✔️ Sindaco       | 8.663                         | 51,57         | 5.231   | 25,11   | 373                       | 1,87   | -     |       |
|                                  | Roberto Campagnolo            | 8.136                         | 48,43         | 5.926   | 28,44   | Partito Democratico       | 2.422  | 12,15 | 1     |
| Europa Verde - Bassano per Tutti | Roberto Campagnolo            | 8.136                         | 48,43         | 5.926   | 28,44   | 1.485                     | 7,45   | 1     |       |
| Bassano Passione Comune          | Roberto Campagnolo            | 8.136                         | 48,43         | 5.926   | 28,44   | 1.375                     | 6,90   | 1     |       |
| Movimento 5 Stelle               | Roberto Campagnolo            | 8.136                         | 48,43         | 5.926   | 28,44   | 393                       | 1,97   | -     |       |
| Seggio al candidato sindaco      | Seggio al candidato sindaco   | Seggio al candidato sindaco   | 48,43         | 5.926   | 28,44   | 1                         |        |       |       |
|                                  | Elena Pavan                   | Elena Pavan                   | Elena Pavan   | 4.799   | 23,03   | Fratelli d'Italia (A)     | 2.297  | 11,52 | 4     |
| Elena Pavan Sindaco              | Elena Pavan                   | Elena Pavan                   | Elena Pavan   | 4.799   | 23,03   | 2.051                     | 10,29  | 1     |       |
| Forza Bassano - Coraggio Italia  | Elena Pavan                   | Elena Pavan                   | Elena Pavan   | 4.799   | 23,03   | 217                       | 1,09   | -     |       |
| Seggio alla candidata sindaca    | Seggio alla candidata sindaca | Seggio alla candidata sindaca | Elena Pavan   | 4.799   | 23,03   | 1                         |        |       |       |
|                                  | Giovanni Zen                  | Giovanni Zen                  | Giovanni Zen  | 2.844   | 13,65   | È il Momento (B)          | 2.751  | 13,80 | 2     |
| Seggio al candidato sindaco      | Seggio al candidato sindaco   | Seggio al candidato sindaco   | Giovanni Zen  | 2.844   | 13,65   | 1                         |        |       |       |
|                                  | Roberto Marin                 | Roberto Marin                 | Roberto Marin | 2.035   | 9,77    | Impegno per Bassano (A)   | 1.446  | 7,25  | 2     |
| Azione - Siamo Europei (B)       | Roberto Marin                 | Roberto Marin                 | Roberto Marin | 2.035   | 9,77    | 427                       | 2,14   | -     |       |
| Seggio al candidato sindaco      | Seggio al candidato sindaco   | Seggio al candidato sindaco   | Roberto Marin | 2.035   | 9,77    | 1                         |        |       |       |
| Totale                           | Totale                        | 16.799                        | 100           | 20.835  | 100     |                           | 19.935 | 100   | 24    |

Le liste contrassegnate con (A) sono apparentate al secondo turno con Nicola Finco.
Le liste contrassegnate con (B) sono apparentate al secondo turno con Roberto Campagnolo.

### Cassola
| Candidati                     | Candidati                           | Voti                          | %     | Liste             | Voti  | %     | Seggi |
| ----------------------------- | ----------------------------------- | ----------------------------- | ----- | ----------------- | ----- | ----- | ----- |
|                               | Giannantonio Stangherlin ✔️ Sindaco | 4.720                         | 62,87 | Sì a Cassola      | 2.109 | 28,69 | 5     |
| Vivere Cassola                | Giannantonio Stangherlin ✔️ Sindaco | 4.720                         | 62,87 | 1.612             | 21,93 | 3     |       |
| Insieme Per Cassola - LSP     | Giannantonio Stangherlin ✔️ Sindaco | 4.720                         | 62,87 | 908               | 12,35 | 2     |       |
|                               | Silvia Pasinato                     | 2.787                         | 37,13 | Fratelli d'Italia | 1.883 | 25,61 | 4     |
| Forza Italia - PPE            | Silvia Pasinato                     | 2.787                         | 37,13 | 840               | 11,43 | 1     |       |
| Seggio alla candidata sindaca | Seggio alla candidata sindaca       | Seggio alla candidata sindaca | 37,13 | 1                 |       |       |       |
| Totale                        | Totale                              | 7.507                         | 100   |                   | 7.352 | 100   | 16    |

### Montecchio Maggiore
| Candidati                     | Candidati                     | II Turno                      | II Turno           | I Turno | I Turno | Liste                             | Voti  | %     | Seggi |
| Candidati                     | Candidati                     | Voti                          | %                  | Voti    | %       | Liste                             | Voti  | %     | Seggi |
| ----------------------------- | ----------------------------- | ----------------------------- | ------------------ | ------- | ------- | --------------------------------- | ----- | ----- | ----- |
|                               | Silvio Parise ✔️ Sindaco      | 5.140                         | 59,61              | 2.928   | 28,23   | Parise Sindaco 2024               | 1.597 | 16,12 | 3     |
| Montecchio Democratica        | Silvio Parise ✔️ Sindaco      | 5.140                         | 59,61              | 2.928   | 28,23   | 726                               | 7,33  | 1     |       |
| Insieme x Montecchio          | Silvio Parise ✔️ Sindaco      | 5.140                         | 59,61              | 2.928   | 28,23   | 482                               | 4,86  | 1     |       |
|                               | Milena Cecchetto              | 3.482                         | 40,39              | 3.538   | 34,11   | Milena Cecchetto Sindaco          | 1.283 | 12,95 | 1     |
| Lega                          | Milena Cecchetto              | 3.482                         | 40,39              | 3.538   | 34,11   | 1.079                             | 10,89 | 1     |       |
| Fratelli d'Italia             | Milena Cecchetto              | 3.482                         | 40,39              | 3.538   | 34,11   | 686                               | 6,92  | 1     |       |
| Forza Italia - PPE            | Milena Cecchetto              | 3.482                         | 40,39              | 3.538   | 34,11   | 344                               | 3,47  | -     |       |
| Seggio alla candidata sindaca | Seggio alla candidata sindaca | Seggio alla candidata sindaca | 40,39              | 3.538   | 34,11   | 1                                 |       |       |       |
|                               | Gianfranco Trapula            | Gianfranco Trapula            | Gianfranco Trapula | 2.241   | 21,61   | Trapula Sindaco (A)               | 2.195 | 22,15 | 4     |
| Seggio al candidato sindaco   | Seggio al candidato sindaco   | Seggio al candidato sindaco   | Gianfranco Trapula | 2.241   | 21,61   | 1                                 |       |       |       |
|                               | Maurizio Scalabrin            | Maurizio Scalabrin            | Maurizio Scalabrin | 1.665   | 16,05   | Con Scalabrin - Adesso Montecchio | 823   | 8,31  | 1     |
| Associazioni Volontariato     | Maurizio Scalabrin            | Maurizio Scalabrin            | Maurizio Scalabrin | 1.665   | 16,05   | 410                               | 4,14  | -     |       |
| Montecchio per lo Sport       | Maurizio Scalabrin            | Maurizio Scalabrin            | Maurizio Scalabrin | 1.665   | 16,05   | 284                               | 2,87  | -     |       |
| Seggio al candidato sindaco   | Seggio al candidato sindaco   | Seggio al candidato sindaco   | Maurizio Scalabrin | 1.665   | 16,05   | 1                                 |       |       |       |
| Totale                        | Totale                        | 8.622                         | 100                | 10.372  | 100     |                                   | 9.909 | 100   | 16    |

Le liste contrassegnate con (A) sono apparentate al secondo turno con Silvio Parise.

### Schio
| Candidati                        | Candidati                   | II Turno                    | II Turno   | I Turno | I Turno | Liste               | Voti   | %     | Seggi |
| Candidati                        | Candidati                   | Voti                        | %          | Voti    | %       | Liste               | Voti   | %     | Seggi |
| -------------------------------- | --------------------------- | --------------------------- | ---------- | ------- | ------- | ------------------- | ------ | ----- | ----- |
|                                  | Cristina Marigo ✔️ Sindaca  | 8.967                       | 57,05      | 8.423   | 46,02   | Noi Cittadini       | 5.144  | 29,72 | 12    |
| Civitas                          | Cristina Marigo ✔️ Sindaca  | 8.967                       | 57,05      | 8.423   | 46,02   | 1.224               | 7,07   | 2     |       |
| Schio Attiva                     | Cristina Marigo ✔️ Sindaca  | 8.967                       | 57,05      | 8.423   | 46,02   | 676                 | 3,91   | 1     |       |
| USV Uniti si Vince               | Cristina Marigo ✔️ Sindaca  | 8.967                       | 57,05      | 8.423   | 46,02   | 370                 | 2,14   | -     |       |
| Coraggio Schio                   | Cristina Marigo ✔️ Sindaca  | 8.967                       | 57,05      | 8.423   | 46,02   | 312                 | 1,80   | -     |       |
|                                  | Cristiano Eberle            | 6.750                       | 42,95      | 7.456   | 40,74   | Partito Democratico | 3.092  | 17,86 | 3     |
| Coalizione Civica Schio          | Cristiano Eberle            | 6.750                       | 42,95      | 7.456   | 40,74   | 1.600               | 9,24   | 2     |       |
| Eberle Sindaco - Una Nuova Trama | Cristiano Eberle            | 6.750                       | 42,95      | 7.456   | 40,74   | 1.495               | 8,64   | 1     |       |
| Schio Città + Europea            | Cristiano Eberle            | 6.750                       | 42,95      | 7.456   | 40,74   | 667                 | 3,85   | -     |       |
| Azione - Siamo Europei           | Cristiano Eberle            | 6.750                       | 42,95      | 7.456   | 40,74   | 215                 | 1,24   | -     |       |
| Schio per Tutti                  | Cristiano Eberle            | 6.750                       | 42,95      | 7.456   | 40,74   | 135                 | 0,78   | -     |       |
| Seggio al candidato sindaco      | Seggio al candidato sindaco | Seggio al candidato sindaco | 42,95      | 7.456   | 40,74   | 1                   |        |       |       |
|                                  | Alex Cioni                  | Alex Cioni                  | Alex Cioni | 2.423   | 13,24   | Fratelli d'Italia   | 2.378  | 13,74 | 1     |
| Seggio al candidato sindaco      | Seggio al candidato sindaco | Seggio al candidato sindaco | Alex Cioni | 2.423   | 13,24   | 1                   |        |       |       |
| Totale                           | Totale                      | 15.717                      | 100        | 18.302  | 100     |                     | 17.308 | 100   | 24    |

### Valdagno
| Candidati                   | Candidati                   | II Turno                    | II Turno             | I Turno | I Turno | Liste                           | Voti   | %     | Seggi |
| Candidati                   | Candidati                   | Voti                        | %                    | Voti    | %       | Liste                           | Voti   | %     | Seggi |
| --------------------------- | --------------------------- | --------------------------- | -------------------- | ------- | ------- | ------------------------------- | ------ | ----- | ----- |
|                             | Maurizio Zordan ✔️ Sindaco  | 6.105                       | 53,69                | 3.108   | 23,65   | Valdagno Bene Comune            | 2.937  | 23,83 | 10    |
|                             | Alessandro Burtini          | 5.265                       | 46,31                | 5.062   | 38,51   | #Burtini Sindaco                | 2.300  | 18,66 | 2     |
| Fratelli d'Italia           | Alessandro Burtini          | 5.265                       | 46,31                | 5.062   | 38,51   | 1.207                           | 9,79   | 1     |       |
| Lega Salvini                | Alessandro Burtini          | 5.265                       | 46,31                | 5.062   | 38,51   | 919                             | 7,46   | -     |       |
| Forza Italia - PPE          | Alessandro Burtini          | 5.265                       | 46,31                | 5.062   | 38,51   | 296                             | 2,40   | -     |       |
| Seggio al candidato sindaco | Seggio al candidato sindaco | Seggio al candidato sindaco | 46,31                | 5.062   | 38,51   | 1                               |        |       |       |
|                             | Michele Vencato             | Michele Vencato             | Michele Vencato      | 2.955   | 22,48   | Partito Democratico             | 1.105  | 8,97  | 1     |
| #ValdagnoCheVorrei          | Michele Vencato             | Michele Vencato             | Michele Vencato      | 2.955   | 22,48   | 1.006                           | 8,16   | -     |       |
| Scegli Valdagno             | Michele Vencato             | Michele Vencato             | Michele Vencato      | 2.955   | 22,48   | 590                             | 4,79   | -     |       |
| Seggio al candidato sindaco | Seggio al candidato sindaco | Seggio al candidato sindaco | Michele Vencato      | 2.955   | 22,48   | 1                               |        |       |       |
|                             | Luigi Borgo                 | Luigi Borgo                 | Luigi Borgo          | 1.069   | 8,13    | Luigi Borgo Sindaco             | 734    | 5,96  | -     |
| Sportivi Valdagno           | Luigi Borgo                 | Luigi Borgo                 | Luigi Borgo          | 1.069   | 8,13    | 150                             | 1,22   | -     |       |
| Valdagno Domani             | Luigi Borgo                 | Luigi Borgo                 | Luigi Borgo          | 1.069   | 8,13    | 127                             | 1,03   | -     |       |
|                             | Fabio Cappelletto           | Fabio Cappelletto           | Fabio Cappelletto    | 684     | 5,20    | Valle Agno Attiva Giovane Verde | 697    | 5,66  | -     |
|                             | Silvia Maria Filotto        | Silvia Maria Filotto        | Silvia Maria Filotto | 266     | 2,02    | ContiamoCi!                     | 257    | 2,09  | -     |
| Totale                      | Totale                      | 11.370                      | 100                  | 13.144  | 100     |                                 | 12.325 | 100   | 16    |